# وجه الله (رواية)
وجه الله هي رواية للروائي والمترجم الإيراني مصطفى مستور، ولد في مدينة الأهواز. نشرت روايته الأولى: «وجه الله» بالفارسية عام 2001م؛ فحققت نجاحًا كبيرًا واختيرت كأفضل رواية في إيران، ونالت جائزة القلم الذهبي، وطُبعت خمسين طبعة خلال عشر سنوات. ثم نشر مجموعتين قصصيتين ناجحتين قبل أن ينشُر روايته الثانية عام 2005م، والتي لاقت إقبالًا واسعًا، وقد صدرت عن تنوير للنشر والإعلام بعنوان: «عراق خنزير في يد مجذوم». وفي عام 2006م نفدت مجموعته القصصيّة الجديدة فور طباعتها بسبب الإقبال منقطع النظير. وحين نُشرت روايته الثالثة عام 2009م؛ كانت أكثر الكُتب مبيعًا في معرض طهران الدولي للكتاب. ثمّ طُبعت مجموعته القصصيّة الأخيرة، عام 2010م؛ ست طبعات خلال ستّة أشهُر. ليُسطّر مستور اسمه كواحد من أهمّ عشرة روائيين وأكثرهم شعبيّة خلال ثمانين عامًا هي عُمر الأدب الروائي الإيراني الحديث.

## ملخص الرواية
وجه الله؛ رواية الأسئلة الكبرى، نقل فيها مستور ببراعة ما يعترض إنسان العصر الحديث من شك وحيرة وضياع حين تنحرف وجهته عن «وجه الله». فحين غرق إنسان العصر الحديث في المناهج المادية؛ محاولا تفسير كل ما في الوجود وفقا لتلك المناهج، سواء بالتحليل الرياضي أو إخضاع كل شئ للتجربة؛ تزلزلت الأرض من تحت قدميه ولم يعد له ثمة شئ ثابت يركن إليه؛ وهناك ما في نفسه؛ التي أقرب الموجودات إليه ما لا تستطيع تلك المناهج قياسه فضلا عن فهمه أو إمكانية التنبؤ به.
وفي تلك الرواية صور لنا مستور ببراعة كل هذا من خلال حياة أبطالها وما يعرض لهم من أسئلة كبرى. فتدور أحداثها حول يونس؛ ذلك الشاب الذي قرر دراسة الفلسفة ليُدافع بها عن حرمة الدين دفاعا فلسفيا، ثم حدث أن انقلب عن الدين وصار يتشكك في وجود الله عز وجل. فـ «بنفس السهولة التي تفتح بها المفاتيح الأبواب، تقفلها أيضا. كأن الفلسفة أغلقت الباب تماما.»
يونس طالب دكتوارة؛ اختار موضوع أطروحته للدكتوراة حول تحليل الأسباب الاجتماعية لانتحار الفيزيائي المرموق محسن بارسا. ذلك الفيزيائي الذي يعتقد بالمناهج المادية وقدرتها على تحليل كل ما في الوجود، حتى أنه كان يتبنى مشروع كتاب حول «التحليل الرياضي للمفاهيم الإنسانية»، ولكنه حين أصابه العشق فقد توازنه ولم يستطع فهم كنه الحب وفقا لمنهجه المادي فانتحر. ومثلت تلك الأطروحة أهمية خاصة ليونس؛ ليس فقط لأهميتها الأكاديمية والوظيفية بالنسبة له، ولكن لأن زواجه من خطيبته سايه متوقف على حصوله على تلك الدكتوراة.
سايه أيضا طالبة دراسات عليا؛ تقدم أطروحة حول كلام الله عزوجل مع الكليم موسى عليه السلام. وكانت سايه كلما اقتربت أكثر من الله تبارك وتعالى، ابتعد يونس في الاتجاه المعاكس، ولهذا السبب أخبرته أنه لا يجب أن يغيب الله عزوجل عن حياتهما، وأنها لن تستطيع العيش مع ميت؛ فمن يٌبعد الله عن حياته هو والموتى سواءعلى حد قول سايه.
وكان صديق يونس؛ علي رضا بمثابة الركن الركين الذي مثل محمور الإيمان والوثوق بما يعتقد ويؤمن، وفي توجيه من يتوجه إليه بالسؤال نحو شئ ثابت يمكن الاعتماد عليه في رحلة بحثه عن «هل الله موجود؟».

## قالوا عن الرواية
«نصف البحث عن الحقيقة بحث في أغوار نفسك. بحثٌ جوّاني. إن أقصى ما قد يؤدي إليه البحث البراني هو: مفتاح
هذا المفتاح يجب أن تستخدمه لفتح مغاليق نفسك، لتقف على حدها وحقيقتها
إن حقيقة هذا الوجود ليست وجودًا برانيًا متعينًا تصل إليه وتقبض عليه، وتستقر عنده
إن الحقيقة هي دوام مكابدتك للوصول إلى الحق؛ باريء الحقيقة وهاديك إليها. ولن تهتدي إليها ما لم يهدك إليه. ولن تهتدي إليه ما لم يُعرِّفك بنفسك
الروايات لا تُدرك، ولكن تُتذوق... الرواية التي كُتبت لتمنحك إجاباتٍ جاهزة محددة واضحة ناصعة لأسئلتك؛ هي محض هراء أيديولوجي سخيف لا علاقة له بالفن...
أقصى ما يُمكن للفن تحقيقه أن يجعلك تستبطن قيمة معينة... أن يغرسها بداخلك بغير أن تشعر؛ فإن لم يكن هذا دور الفن عندك؛ فاتهم نفسك، ولا تتهم الفنان
إن العبارة التي تتجسَّد فيها الحقيقة؛ قد تستخدم في أحيان أخرى لستر هذه الحقيقة...
وقد نجح مستور في هذه الرواية، بامتياز؛ في أن يجعلك تنقب داخل نفسك وتتأملها، وتستمع للصوت الإلهي... أنصت... فقط أنصت»
«من الكتب التي حين بدأت في قرائتها لم أستطع تركها، أسلوب رائع، في أغلب الأوقات كنت أنسى إني أقرأ رواية قصيرة وأغوص في أسئلة وشكوك يونس، وإيمان وحب سايه، وأجوبة علي رضا، وحزن ويأس مهرداد، وتخبط بارسا، وصدمة مهتاب، وسائق التاكسي والسيدة التي ركبت معه، وحتى مناجاة الصرصار...... إلخ.
كل مخلوق في ذلك الكتاب قد ترك أثر رائع، من أروع ما قرأت ومن الكتب التي أتت في موعدها.»

## روابط خارجية
طالع كتاب وجه الله على موقع جود ريدز